# Nitokris z Babilonu

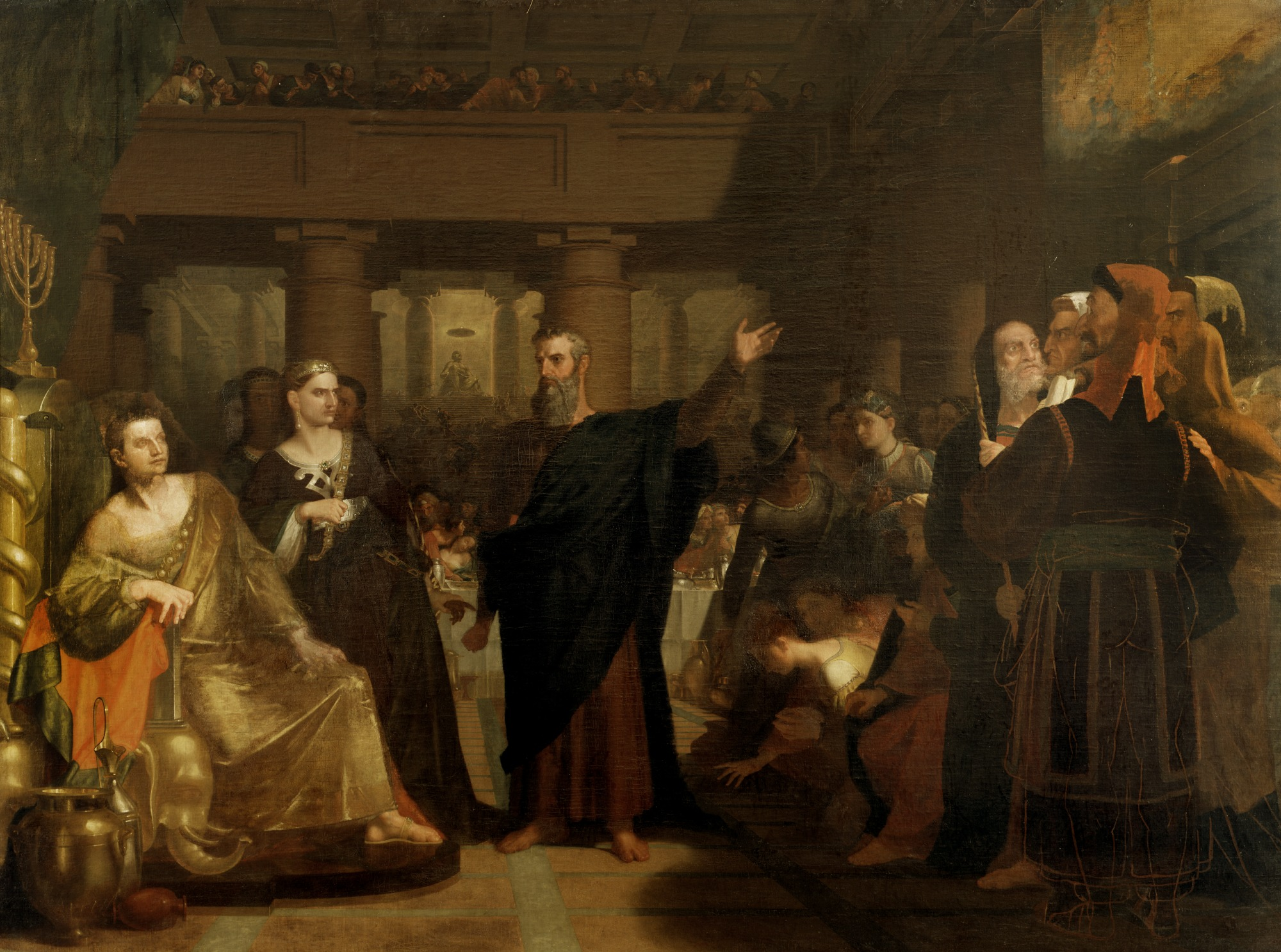
Uczta Baltazara, obraz Washingtona Allstona (1817). Nitokris przedstawiona jako postać pomiędzy Baltazarem a prorokiem Danielem

Nitokris (gr. Νιτωκρις) – legendarna królowa babilońska znana jedynie ze wzmianek u Herodota (Dzieje I 184-187).
Zgodnie z przekazem Herodota Nitokris panowała nad Babilonem pięć pokoleń po Semiramidzie, a swą mądrością przewyższała nawet samą Semiramidę. Prowadzić miała rozległe prace budowlane w mieście i jego okolicy: poprzez wykopanie sieci dodatkowych kanałów i sztucznego jeziora zmieniła bieg Eufratu powyżej Babilonu, a w samym mieście umocniła nabrzeża i wzniosła pierwszy most przez tę rzekę. Herodot donosi również, że została pochowana nad jedną z bram miasta, a jej grób otworzył Dariusz I Wielki. Jej mężem miał być Labynetos, a z jej synem, noszącym to samo imię, toczyć miał wojnę Cyrus II Wielki.
Niewiele wiadomo o historycznych źródłach legendy o Nitokris. Jej imię wydaje się być pochodzenia egipskiego a nie babilońskiego: sam Herodot w innym miejscu Dziejów (II 100) wspomina o egipskiej królowej o imieniu Nitokris, a jeszcze inna Nitokris, będąca córką faraona Psametycha I, wzmiankowana jest w egipskich źródłach pisanych. Jako historyczny pierwowzór babilońskiej Nitokris uczeni wskazują najczęściej Naqi’ę, małżonkę asyryjskiego króla Sennacheryba i matkę Asarhaddona, ewentualnie Adda-guppi', wpływową kobietę na dworze babilońskiego króla Nabuchodonozora II i matkę Nabonida. Prace budowlane Nitokris uczeni łączą z kolei ze znanymi ze źródeł pisanych wielkimi projektami budowlanymi Sennacheryba, Asarhaddona i Nabuchodonozora II. 
Ponieważ Herodot (Dzieje I 185) mówi o niej jako o królowej panującej w Babilonie wkrótce po zdobyciu Ninos (tj. Niniwy) przez Medów, które miało miejsce w 612 p.n.e., to przez większość badaczy jest uważana za żonę Nabuchodonozora II, który zaczął panować w 604 p.n.e., lub za córkę Nabuchodonozora, a żonę Labynetosa utożsamianego z Nabonidem i matkę Baltazara, ostatniego panującego w Babilonie. Ponieważ szczegóły jej życia są niepewne, Nitokris stała się przedmiotem naukowego sporu wśród badaczy.

## Nitokris w kulturze
Postać Nitokris została przedstawiona na nieukończonym obrazie Belshazzar's Feast (Uczta Baltazara, 1817–1843) autorstwa amerykańskiego malarza Washingtona Allstona. Jest również jedną z postaci oratorium Belshazzar autorstwa Georga Friedricha Händla (1745).